# Shenyang Taoxian International Airport
Shenyang Taoxian International Airport (kinesiska: 沈阳桃仙国际机场) är en flygplats i Kina. Den ligger i prefekturen Shenyang Shi och provinsen Liaoning, i den nordöstra delen av landet, omkring 19 kilometer söder om provinshuvudstaden Shenyang.
Runt Shenyang Taoxian International Airport är det tätbefolkat, med 331 invånare per kvadratkilometer. Närmaste större samhälle är Shenyang, 17,4 km norr om Shenyang Taoxian International Airport. Trakten runt Shenyang Taoxian International Airport består till största delen av jordbruksmark.
Genomsnittlig årsnederbörd är 994 millimeter. Den regnigaste månaden är juli, med i genomsnitt 213 mm nederbörd, och den torraste är januari, med 9 mm nederbörd.